# Roger Becker
Roger Becker (Croydon, 6 de febrero de 1934 – 6 de noviembre de 2017) fue un tenista británico. Aunque empezó a practicar otros deportes como el cricket, el fútbol y el golf, finalmente se decidió por el tenis en 1949. En 1952, Becker jugó la Copa Davis a los 18 años, convirtiéndose en el jugador británico más joven que compitió en esta competición y que estuvo vigente hasta que Andy Murray lo batió en 2005. Después de su retiro, fue entrenador de Paul Hutchins durante un tiempo.